# Albert Champoudry
Albert Alphonse Champoudry (París, 8 de maig de 1880 – París, 23 de juny de 1933) va ser atleta francès, que va córrer a primers del segle XX i que va prendre part en els Jocs Olímpics de París el 1900. Guanyà la medalla de plata en la prova dels 5000 metres per equips, formant part de l'equip nacional francès junt a Henri Deloge, Jean Chastanié, André Castanet i Gaston Ragueneau.